# Zingiber chrysanthum
Zingiber chrysanthum là một loài thực vật có hoa trong họ Gừng. Loài này được William Roscoe miêu tả khoa học đầu tiên năm 1824.

## Từ nguyên
Tính từ định danh chrysanthum (giống đực: chrysanthus, giống cái: chrysantha) là tiếng Tân Latinh có nghĩa là có hoa màu vàng kim; ở đây để nói tới cánh môi màu vàng tươi hay vàng kim của loài này.

## Phân bố
Loài này có trong khu vực phía nam dãy núi Himalaya, lên tới cao độ 1.700-1.800 m, bao gồm Ấn Độ (từ Kumaon qua Sikkim tới Assam), Bangladesh, Bhutan, Myanmar và Nepal.

## Phân loại
Thuộc tổ Cryptanthium.

## Mô tả
Thân rễ dạng củ, mọng thịt, nằm ngang, rất lớn. Thân giả mọc thẳng đứng, nhiều, cao 1,8-2,4-(3) m. Lá mọc so le, thành 2 dãy, hình thuôn dài-hình mác, 27-30 × 5-7,5 cm, nhọn thon, đáy thon nhỏ dần và dài, mặt trên nhẵn nhụi, mặt dưới có lông tơ, gần như không cuống hoặc trên cuống rất ngắn vặn xoắn, với bẹ chìa dạng lá kèm tù. Cành hoa bông thóc từ rễ, nằm gần với thân rễ, cuống cụm hoa rất ngắn, hình cầu kết đặc hoặc hình elipxoit ngắn-thuôn dài, đường kính 5 cm. Lá bắc xếp lợp, lớn, rộng, kết đặc, 7 × 5 cm; lá bắc ngoài hình trứng, thu hẹp thành điểm nhọn, đỉnh có lông nhung, vặn xoắn, uốn ngược, màu xanh lục nhạt tới xanh lục; lá bắc trong thẳng-hình mác, rộng 3,8-5 cm, bao lấy 3/4 chiều dài ống tràng hoa, màu xanh lục nhạt. Đài hoa thượng, hình trụ, dạng màng, trong suốt, có lông rung, dài 4 cm. Ống tràng uốn cong vào, có lông tơ, dài 3,8-5 cm. Phiến ngoài của tràng hoa gồm 3 phần hình mác ngắn, dài 2,5 cm, màu đỏ sẫm hoặc đỏ tươi; phần giữa lõm, uốn cong vào, hơi có lông, rộng và nhọn thơn hơn 2 phần bên. Phiến trong hay cánh môi, dài 2,3-2,5 cm, gồm 3 thùy chẻ sâu, màu vàng tươi hay vàng kim, không đốm; các tai ở đáy lớn nhất trong số các loài Zingiber đã biết; thùy giữa lớn nhất, hình tròn, có khía tai bèo, hơi chẻ đôi; các thùy bên hình trứng. Chỉ nhị với mỏ, ngắn hơn hoặc dài gần bằng cánh môi. Bao phấn kép, rất dài, vòi nhụy kéo dài ra ngoài bao phấn, xuyên qua rãnh của chỉ nhị và được hỗ trợ ở đáy bởi 2 bướu mầm. Đầu nhụy hình chén, có lông rung. Quả nang hình elipxoit-thuôn dài. Hạt gần tròn, đường kính 6 mm, màu nâu hạt dẻ, đỉnh có áo hạt dạng màng, màu trắng.